# Pionierpalast (Kiew)
Der Pionierpalast Kiew (russisch Киевский дворец пионеров, ukrainisch Київський палац піонерів, in beiden Sprachen wörtlich Kiewer Palast der Pioniere) ist ein Bauwerk der zweiten sowjetischen Moderne in der ukrainischen Hauptstadt Kiew. Der im Rajon Petschersk liegende Palast wurde 1964/65 nach einem Entwurf der Architekten Awraam  Milezki, Eduard Bilski und Ariadna Loboda erbaut. Benannt wurde der Palast nach dem sowjetischen Schriftsteller Nikolai Ostrowski.
Ursprünglich befand sich an dieser Stelle die Militärkathedrale St. Nikolaus, die 1934 gesprengt wurde. In diesem Jahr wurde die Hauptstadt der Ukrainischen SSR von Charkow nach Kiew verlegt. Das Gelände bis zum Michaelplatz war für den Bau des Regierungsviertels der neuen Hauptstadt vorgesehen. Nach Änderung der Planungen sollte hier der Kulturpalast des Arsenal-Werkes entstehen. Aufgrund des Beginns des Zweiten Weltkrieges kam es jedoch nicht zum Bau. Auf dem bis dahin weitgehend brachliegenden Gelände begann der Bau des Pionierpalastes 1962. Das Refektorium als letztes verbliebenes Gebäude des Nikolausklosters wurde 1964 abgetragen.
Der Entwurf stützt sich auf bekannte Vorbilder des sowjetischen Funktionalismus, insbesondere den von Alexander Alexandrowitsch Wesnin und Wiktor Alexandrowitsch Wesnin erbauten Kulturpalast des Moskauer Lichatschow-Werkes. Im Gebäude mit einem H-förmigen, asymmetrischen Grundriss befinden sich insgesamt 180 Räume, darunter Konferenz- und Veranstaltungssäle, Proben- und Atelierräume, Ausstellungsflächen, Turnhallen und ein Verwaltungstrakt. Zentrum des Gebäudes ist ein frei im Foyer platzierter runder Theatersaal. Die Funktionsräume lassen sich durch Schiebewände umgestalten. Milezki und Bilski bemühten sich, den Palast so weit wie möglich an die bestehende architektonische Umgebung mit der Lavra und dem Ruhmespark (Парк Вічної Слави) anzupassen sowie die Aussicht auf das linke Dnjepr-Ufer auch aus dem Inneren des Palastes zu ermöglichen.
Äußerlich betont der Entwurf die Horizontale durch die durchlaufenden Fensterbänder. Lediglich die Kuppel des Observatoriums und der Obelisk, der den Standort des Haupteingangs kennzeichnet, überragen das Gebäude. Die Kombination großer transparenter Verglasungsflächen mit den Stahlbetonkonstruktionen prägen die Fassade des Gebäudes.
Die Mosaike im Innenraum wurden von Ada Rybatschuk und ihrem Ehemann Wolodymyr Melnytschenko geschaffen. Sie bilden einen Kontrast zu den Glaswänden und den geradlinigen architektonischen Formen des Gebäudes. Rybatschuk und Melnytschenko hatten mit Milezki bereits bei der Gestaltung des Zentralen Kiewer Busbahnhofes zusammengearbeitet. Statt der in der Sowjetunion zu Beginn der 1960er Jahre noch üblichen ideologiegeladenen Darstellungen verwendeten die Künstler Motive der Volkskunst, die in leuchtenden Farben und fließenden Linien gestaltet wurden.
Vor dem Palast wurde der Brunnen „Sonne, Morgenröte und Sternbilder“ (ukrainisch Сонце, Зорі та Сузір'я) angelegt, dessen Mosaike ebenfalls von Rybatschuk und Melnytschenko geschaffen wurden. In den 1980er Jahren wurde der Brunnen abgestellt.
Die Einweihung des Pionierpalastes fand am 23. Mai 1965 in Anwesenheit des 1. Sekretärs der Kommunistischen Partei der Ukraine, Petro Schelest, statt. 1967 wurden die Architekten des Palastes mit dem Staatspreis der UdSSR ausgezeichnet. Milezki hatte jedoch die als unangepasst geltenden Rybatschuk und Melnytschenko nicht in die Liste der Autoren aufgenommen, da er fürchtete dadurch die Verleihung insgesamt zu gefährden. Der Palast wird auch heute noch zu den besten Werken ukrainischer Architekten der 1960er Jahre gezählt.
1991 wurde der Palast in Kiewer Palast der Kinder und Jugendlichen (Київський палац дітей та юнацтва) umbenannt. Im Palast waren bzw. sind bis zu 300 Pädagogen und 200 weitere Mitarbeiter tätig. Ausgelegt ist der Palast für den gleichzeitigen Aufenthalt von 26.500 Kindern.

Einer der Architekten des Palastes, Eduard Bilski, kritisierte den Bau des Geschäftszentrum „Dneprsteig-1“ (Днепровский спуск 1),  weil dieses Gebäude den Pionierpalast  teilweise verdeckt und dessen Wahrnehmung stört.

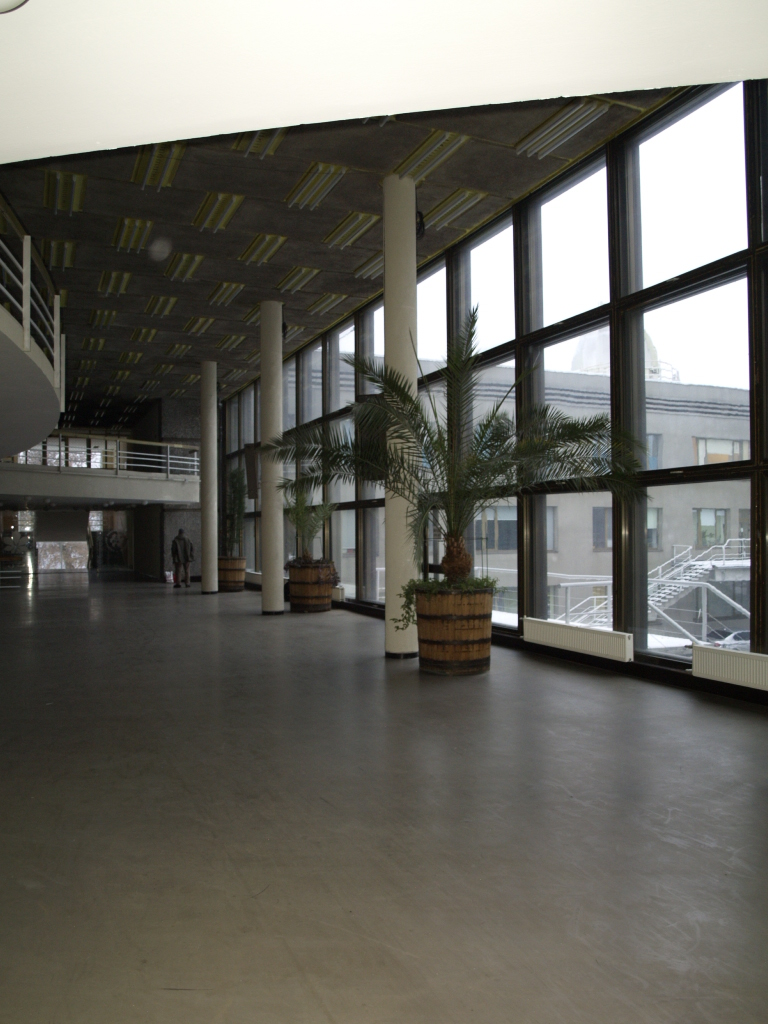
Foyer, Detail
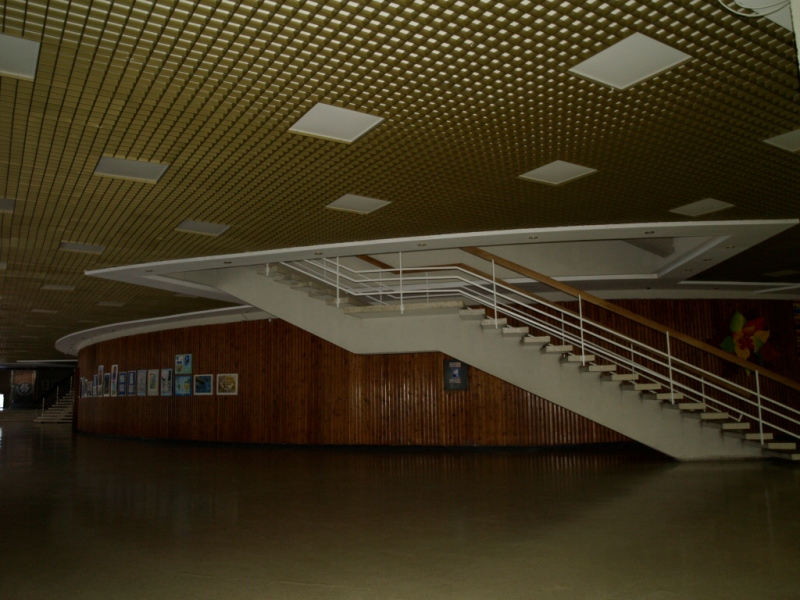
Foyer, Aufgang zum Zuschauersaal
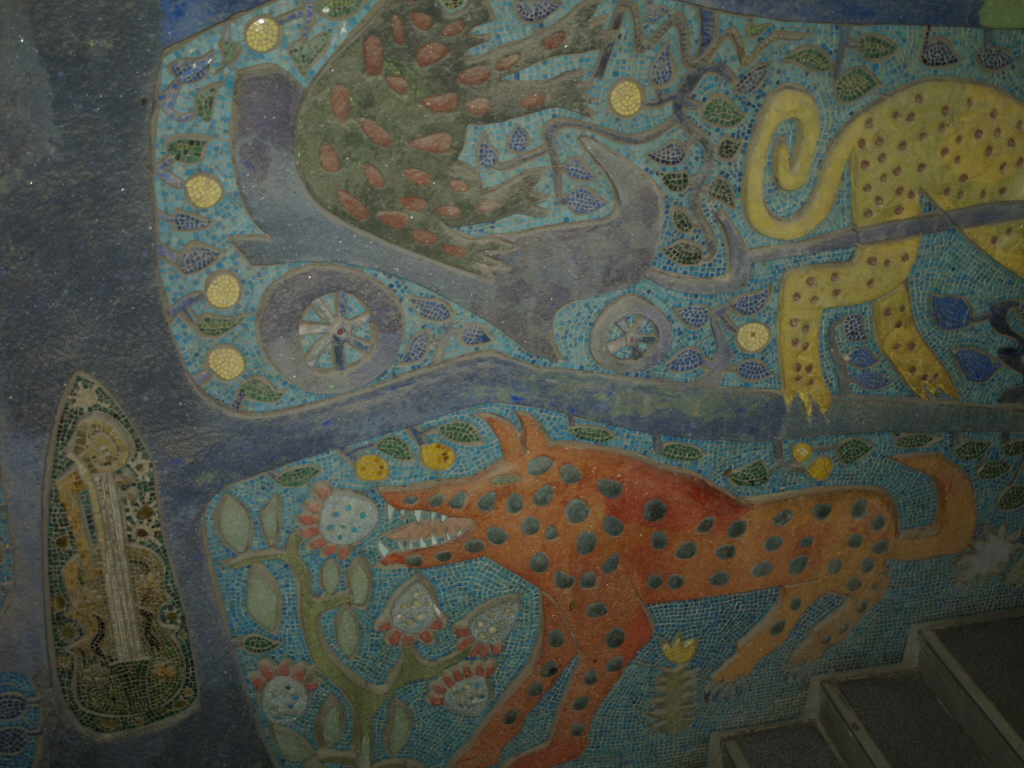
Teil eines Mosaiks